# 痛风石
痛风石（英語：Tophus）是重型和慢性痛风的标志，是内含大量单钠尿酸晶体的慢性肉芽肿样结构，周围包裹有炎症细胞和结缔组织，多发于尿酸水平控制不佳的痛风患者。痛风石可影响局部皮肤外观，严重者可导致关节畸形、骨质破坏、皮肤破溃甚至骨折，对患者日常生活和工作造成严重影响。其形成受遺傳、生活环境和个人行为等多因素共同作用影响，其形成机制尚未完全明确。
研究分析显示，血尿酸是痛风石形成的危险因素，血尿酸水平越高越易形成痛风石。年龄越大，痛风石形成的风险越高，痛风病程较长的患者更易形成痛风石。 
摄入过多富含嘌呤的食物（如动物内脏、大豆、海产品等）会使血尿酸异常升高增加患痛风的风险。合理膳食对于痛风患者病情进展和降低因痛风过早死亡的相关并发症有着重要作用。另有研究显示以蔬果、低脂乳品摄入等为主的得舒飲食与降低痛风发生风险有关。 